# Ruichang
Ruichang, tidigare romaniserat Juichang, är en stad på häradsnivå som lyder under Jiujiangs stad på prefekturnivå i Jiangxi-provinsen i sydöstra Kina. Den ligger omkring 110 kilometer norr om provinshuvudstaden Nanchang.

## Källa
1. ↑  http://www.geohive.com/cntry/CN-36_ext.aspx
2. ↑  ”worldpostmarks.net”. Arkiverad från originalet den 2 januari 2015. https://web.archive.org/web/20150102101710/http://worldpostmarks.net/HTML%20Countries/china.htm. Läst 30 mars 2015.